# Lulu Dikana
Lulu Dikana (Kelet-Fokföld, 1978. december 18. – Johannesburg, 2014. december 3.) dél-afrikai énekes, dalszerző.

## Élete
Tizenöt évesen szülőhelyén templomi kórusban kezdett énekelni. Apja dobolt a Black Slave and the Flamingo nevű zenekarban.
A Fort Hare Egyetemen jogi tanulmányokat folytatott. 2008-ban adta ki első albumát My Diary, My Thoughts címmel.
A 2011-es albumát három kategóriában jelölték a Metro FM Music Awardson. 2014 októberében kiadta az 
I Came To Love című harmadik stúdióalbumát, amely három díjra is jelölést Dél-afrikában.

## Lemezei
- 2008: My Diary, My Thoughts
- 2011: This Is the Life
- 2014: Came To Love